# Miniconto

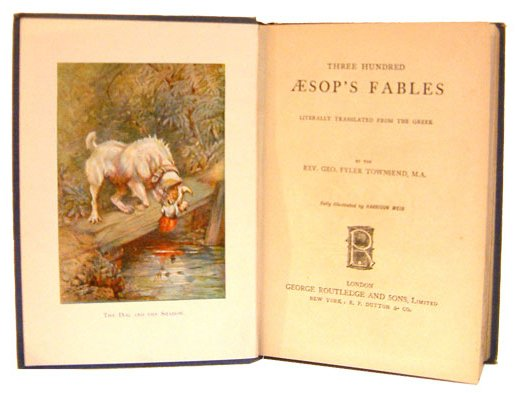
Fábulas de Esopo, que podem ser consideradas precursoras dos minicontos atuais.

Miniconto, ou microconto, ou nanoconto, é uma espécie de conto muito pequeno, produção esta que tem sido associada ao minimalismo. O miniconto apresenta uma narração dentro de apenas uma linha. A ideia é que no mínimo de palavras possíveis, seja apresentado todo um contexto e uma ação em torno do pouco que é revelado por aquelas palavras. Embora a teoria literária ainda não reconheça o miniconto como um gênero literário à parte, fica evidente que as características do que chamamos de miniconto são diferentes das de um "conto pequeno". No miniconto muito mais importante que mostrar é sugerir, deixando ao leitor a tarefa de "preencher" as elipses narrativas e entender a história por trás da história escrita.
O guatemalteco Augusto Monterroso é apontado como autor do mais famoso miniconto, escrito com apenas trinta e sete letras:
Quando acordou o dinossauro ainda estava lá.
O leitor deve imaginar, a partir dessa simples frase, os eventos que precedem o acontecimento, assim como as consequências após a descoberta do dinossauro. Com um número pequeno de palavras, há uma expansão de significados que podem ser imaginados para o miniconto. O personagem aqui não é determinado, o que acontece na maioria dos microcontos, usando a primeira ou terceira pessoa do singular, o sujeito da narrativa fica aberto para ser qualquer pessoa ou o próprio leitor. Mesmo nessa versão, ainda é possível encontrar funções da narrativa de Propp. O miniconto pode apresentar uma panorama, como o de Ernest Hemingway: "Vende-se: sapatos de bebê, sem uso". Aqui está subentendida a esfera do Dano, em que há a perda de um filho recém-nascido. No caso do Dinossauro, pode-se interpretar o contexto dado como, por exemplo, um Recebimento de Coadjuvante ou uma Designação da Prova. Seria o dinossauro o coadjuvante para auxiliar o herói ou o doador que lhe designou uma prova para comprovar suas forças? O microconto sempre trabalha com narrações inteiras subentendidas em pequenos contextos e ações que dependem da superinterpretação do leitor.
Também o estadunidense Ernest Hemingway é autor de outro famoso miniconto. Com apenas vinte e seis letras, mas por trás das quais há toda uma história de tragédia familiar:
Vende-se um par de sapatos de bebê. Nunca usados.
O número de letras é importante mas não rígido, normalmente sendo atribuído pelos autores ou organizadores de determinada antologia, e naturalmente divulgados na mesma. Marcelino Freire publicou em 2004 a obra Os cem menores contos do século, em que desafiou cem escritores a produzir contos com no máximo 50 letras, por exemplo.
Uma das definições de microconto estabelece o limite de 150 caracteres (contando letras, espaços e pontuação) para permitir seu envio através de mensagens SMS (torpedos) pelo celular, evidenciando uma das características do microtexto, que é sua ligação com as novas tecnologias de informação e comunicação.
No Brasil, o livro Ah,é? 1994, de Dalton Trevisan, é considerado o ponto de partida do miniconto no seu formato contemporâneo. Também se destaca João Gilberto Noll que apresenta obras voltadas para o tema. 

## Características do miniconto
- Concisão
- Narratividade (muitos dos ditos minicontos são, na verdade, tiradas líricas)
- Totalidade (um miniconto não é uma story line)
- Subtexto
- Ausência de descrição
- Retrato de "pedaços da vida"

A redução extrema de uma história fazendo com que encaixe até em um tweet não é algo novo, porém encontrou na internet uma forma de expandir a produção. Nos meios impressos, sempre houve um limite para o que pode ser escrito. Em um livro, o enredo pode se estender por infinitas páginas, porém um jornal ou revista possui uma quantidade exata de caracteres que sua história possui. Com o Twitter, que limita as mensagens pessoais para apenas 140 caracteres, os escritores de ficção também se adaptam e quanto menor o espaço, mais direta deve ser a narrativa.
Por exemplo, a Revista Collier's pedia que seus colaboradores mandassem textos que encaixassem em uma de suas páginas. Essa limitação criou as flash fictions, histórias completas em 1000 palavras ou menos. Nesse gênero, os personagens são geralmente planos, já que não há espaço para aprofundá-los, a descrição do personagem não passa do essencial para a história. Ou para aquele pedaço da história, pois é comum que as flash fictions apresentem a história in media res. Dessa forma, também não é possível encontrar diversas funções da narrativa de Propp, a narração é feita dentro de uma ou duas funções e nem sempre encontra-se uma conclusão. Podemos encontrar, então, uma situação de proibição e transgressão ou um combate sem que haja um desfecho claro. Isso deixa o leitor a vontade para preencher esses "espaços em branco" da narrativa da forma que sua imaginação mandar. Essa última característica é primordial para o gênero literário mais minimalista, o miniconto. 

## Autores
Na Espanha e na América, as referências clássicas deste tipo são: Juan José Arreola, Dalton Trevisan, João Gilberto Noll, Augusto Monterroso, Grupo Casa Verde, Ramon Gómez de la Serna, Santiago Eximeno, José Luis Zarate, Alejandro Córdoba Sosa e outros agora escrevendo microrrelatos com muita nitidez. Na literatura francesa, os autores de micronouvelles são Jacques Fuentealba, Vincent Bastin, Stéphane Bataillon e Laurent Berthiaume. São fortemente influenciados pela microficción em espanhol.  Em alemão, a Kürzestgeschichten são influenciados por Bertolt Brecht e Franz Kafka. Os principais autores foram Peter Bichsel, Heimito von Doderer, Helmut Heißenbüttel e Günter Kunert.